# Château de la Balluère
Le château de la Balluère est un château situé à Pirmil, dans le département français de la Sarthe. Il bénéficie d'un classement au titre des monuments historiques.

## Description
Le château de la Balluère est bâti sur un coteau dominant la route de Noyen-sur-Sarthe à Pirmil. Il se compose de deux bâtiments placés en équerre et d'époques différentes : l'un au XIVe siècle, l'autre, flanqué d'une tour-donjon abritant un escalier en pierre, datant du XVIe siècle.

## Historique
Les façades et toitures de l'édifice sont inscrites au titre des monuments historiques le 28 décembre 1984, alors que la tourelle d'escalier obtient un classement le même jour.